# OHSAS
OHSAS 18001 es una norma internacional para la gestión de la seguridad y salud ocupacional. Es una herramienta que proporciona una guía para que una organización pueda implementar y evaluarse a sí misma en relación con sus procedimientos de seguridad y salud ocupacional.
OHSAS es un acrónimo en inglés de Occupational Health and Safety Assessment Series, cuya mejor traducción es Serie de Evaluación de Seguridad y Salud Ocupacional. El sistema de gestión propuesto por OHSAS puede integrarse en otros sistemas de gestión, pero su funcionamiento es independiente de los demás..

## Historia de OHSAS 18001
Durante el segundo periodo de 1999, fue publicada la normativa OHSAS 18001, dando inicio así a la serie de normas internacionales relacionadas con el tema “Seguridad y Salud Ocupacional”, que viene a complementar a la serie ISO 9001 (calidad) e ISO 14001 (ambiente). La normativa OHSAS 18001 fue desarrollada por el Occupational Health and Safety Assessment Series Project Group, con la asistencia de las siguientes organizaciones: National Standars Authority of Ireland, Standards Australia, South African Bureau of Standards, British Standards Institution, Bureau Veritas Quality International (Francia), Det Norske Veritas (Noruega), Lloyds Register Quality Assurance (USA), SFS Certification, SGS Yarsley International Certification Services, Asociación Española de Normalización y Certificación, International Safety Management Organization Ltd., Standards and Industry Research Institute of Malaysia-Quality Assurance Services, International Certificaction Services. La Norma OHSAS 18001 fue diseñada en los mismos parámetros y como herramienta de gestión y mejora toman como base para su elaboración las normas BS 8800, basada en el ciclo de mejora continua. Participaron en su desarrollo las principales organizaciones certificadoras del mundo, abarcando más de 15 países de Europa, Asia y América.
La definición de las OHSAS requirió un recorrido de un camino largo de modificaciones y evolución normativa, en el que influyeron los antecedentes de seguridad y salud ocupacional de las normativas desarrolladas en distintos países (en 1974 en Gran Bretaña, 1970 en EE. UU., Francia en 1976, Dinamarca en 1975, Suecia en 1977, Colombia en 1979). El Occupational Health and Safety Assessment Series Project Group desarrolla posteriormente la serie normativa de Aseguramiento de la Seguridad y Salud Ocupacional (Occupational Health and Safety Assessment Series, OHSAS), estableciendo en 1999 la norma OHSAS 18001 "Especificaciones para los sistemas de gestión de seguridad y salud ocupacional" y la norma OHSAS 18002 "Directrices o guía para implementar la OHSAS 18001". Posteriormente en 2007, se publica la actualización de OHSAS 18001 como norma de "especificaciones para los Sistemas de Gestión de la SST".
La Organización Internacional de Normalización (ISO) publicó el Borrador Final de Norma Internacional (FDIS, por sus siglas en inglés) ISO 45001, en noviembre de 2017, que sustituirá la OHSAS 18001, luego de años de conciliación tripartita con organizaciones sindicales, empleadores y estados, a acercamiento con la ILO (siglas en inglés de la Organización Internacional del Trabajo, OIT). Con publicación de la norma final ISO 45001 en la primera mitad de 2018, la norma OHSAS 18001 es retirada y las organizaciones certificadas bajo la misma se define la disposición de un periodo de tres años para realizar la transición a un sistema de gestión integrado o ISO 45001 y perdida de vigencia de la norma OHSAS 18001.

## Descripción de OHSAS 18001
La Seguridad y Salud en el lugar de trabajo son claves para cualquier organización ya que de qué nos sirve producir en una empresa si las personas que trabajan en ella van a ser lastimadas y explotadas.
Un Sistema de Gestión en Seguridad y Salud Ocupacional ayuda a proteger a la empresa y a sus empleados.
OHSAS 18001 es una especificación internacionalmente aceptada que define los requisitos para el establecimiento, implantación y operación de un Sistema de Gestión en Seguridad y Salud Ocupacional efectivo.
Para complementar OHSAS 18001, Occupational Health and Safety Assessment Series Project Group ha publicado OHSAS 18002, la cual explica los requisitos de especificación y le muestra cómo trabajar a través de una implantación efectiva de un SGSSL. OHSAS 18002 le proporciona una guía y no está pensada para una certificación independiente.
La OHSAS 18001 está dirigida a organizaciones comprometidas con la seguridad de su personal y lugar de trabajo. Está también pensada para organizaciones que ya tienen implementadas una SGSSL, pero desean explorar nuevas áreas para una potencial mejora.

## Riesgos y beneficios
Un lugar de trabajo más seguro: Un SGSSL permite identificar peligros, prevenir riesgos y promover las medidas de control necesarias en el lugar de trabajo para prevenir accidentes.
Confianza del accionista: Una auditoría de SGSSL independiente dice a los accionistas que se cumple con un número determinado de requisitos legales, dándoles confianza en una organización en cuestión.
Moral: La implementación de OHSAS 18001 demuestra un claro compromiso con la seguridad del personal y puede contribuir a que estén más motivados sean más eficientes y productivos.
Reduce costos: Menos accidentes significa un tiempo de inactividad menos caro para una organización. OHSAS 18001 además mejora la posición de responsabilidad frente al seguro.
Supervisión: Unas auditorías regulares ayudarán a supervisar continuamente y mejorar el funcionamiento en materia de Seguridad y Salud en el lugar de trabajo.
Integrada: OHSAS 18001 se ha escrito para ser integrada sin problemas con otras normas de sistemas de gestión tales como ISO 9001 e ISO 14001.
"EMPRESAS QUE PUEDEN IMPLEMENTAR LAS NORMAS OHSAS":
No importa el tamaño de la empresa, tipo o sector, cualquier tipo de empresa puede
implementar un Sistema de Gestión de Seguridad y Salud Ocupacional de acuerdo a los
lineamientos de las OHSAS. Jacqueline Rojo
1. ↑  «La polémica ISO 18000 – OHSAS 18001 – Directrices de la OIT – Estrucplan». Consultado el 15 de febrero de 2019.
2. ↑  CEPYME ARAGON, Fundación para la prevención de riesgos laborales (diciembre de 2013). «Serie de normas OHSAS 18000:1999». Procedimientos basados en las normas OHSAS 18000 para su implantación en pymes del subsector fabricación de productos metálicos. Archivado desde el original el 19 de febrero de 2018. Consultado el 13 de febrero de 2018.
3. ↑  «Origen y evolución de OHSAS 18001». Nueva ISO 45001. 3 de junio de 2014. Consultado el 13 de febrero de 2018.
4. ↑  BSI, Group (30 de noviembre de 2017). «Nueva Norma Internacional de Sistemas de Gestión de Seguridad y Salud Laboral». BSI. Archivado desde el original el 14 de febrero de 2018. Consultado el 13 de febrero de 2018.

https://ead.undav.edu.ar/pluginfile.php/1564880/mod_resource/content/2/ATR03%20-%20Ficha%20de%20c%C3%A1tedra%20N%C2%B03%20Introducci%C3%B3n%20a%20la%20Normativa%20vigente%20en%20Seguridad%20e%20Higiene%20Industrial.pdf

## Aplicaciones
En México la Secretaría del Trabajo y Previsión Social dentro del Programa de Autogestión en Seguridad y Salud desde el año 2000 en el trabajo supervisa la aplicación voluntaria de la Norma OHSAS 18001 en los centros de trabajo con el fin de garantizar la prevención de riesgos laborales .